# Druga slovenska nogometna liga 2006-2007
La Druga slovenska nogometna liga 2006-2007 (in lingua italiana: Secondo campionato calcistico sloveno 2006-2007), abbreviata in 2. SNL 2006-2007, fu la sedicesima edizione della seconda serie del campionato di calcio sloveno.

## Formula
Le 10 squadre partecipanti disputarono un turno di andata-ritorno-andata per un totale di 27 giornate, al termine delle quali:
- La prima classificata venne promossa in 1. SNL 2007-2008
- La seconda classificata disputò uno spareggio contro la penultima della 1. SNL 2006-2007
- Le ultime due classificate furono retrocesse in 3. SNL 2007-2008

### Avvenimenti
A sorpresa, a vincere il torneo fu il Livar, vincendo nell'ultimo turno a Capodistria contro il Bonifika. Il torneo fu molto equilibrato, tanto che il Livar chiuse con una differenza reti +1, insolita per una squadra campione.

## Squadre partecipanti
| Squadra           | Città             | Stadio                       | Stagione 2005-06 | Stagione 2005-06 |
| Squadra           | Città             | Stadio                       | Pos.             | Divisione        |
| ----------------- | ----------------- | ---------------------------- | ---------------- | ---------------- |
| Rudar             | Velenje           | Stadio ob Jezeru             | 10°              | 1. SNL           |
| Dravinja Duol     | Slovenske Konjice | Stadion Dobrava              | 2°               | 2. SNL           |
| Triglav Gorenjska | Kranj             | Športni Center Stanko Mlakar | 3°               | 2. SNL           |
| Aluminij          | Kidričevo         | Športni park Aluminij        | 4°               | 2. SNL           |
| Posavje Krško     | Krško             | Stadion Matije Gubca         | 5°               | 2. SNL           |
| Tinex Šenčur      | Šenčur            | Športni park Šenčur          | 6°               | 2. SNL           |
| Livar             | Ivančna Gorica    | Stadion Ivančna Gorica       | 7°               | 2. SNL           |
| Zagorje           | Zagorje ob Savi   | Mestni stadion               | 8º               | 2. SNL           |
| Bonifika Koper    | Capodistria       | Stadio Bonifika              | 1°               | 3. SNL Ovest     |
| Mura 05           | Murska Sobota     | Stadio Fazanerija            | 1°               | 3. SNL Est       |

## Classifica
|                  | Pos. | Squadra       | Pt | G  | V  | N  | P  | GF | GS | DR  |
| ---------------- | ---- | ------------- | -- | -- | -- | -- | -- | -- | -- | --- |
|                  | 1.   | Livar         | 45 | 27 | 13 | 6  | 8  | 37 | 36 | +1  |
|                  | 2.   | Bonifika      | 42 | 27 | 12 | 6  | 9  | 46 | 39 | +7  |
|                  | 3.   | Krško         | 39 | 27 | 11 | 6  | 10 | 38 | 43 | −5  |
|                  | 4.   | Triglav       | 39 | 27 | 10 | 9  | 8  | 29 | 24 | +5  |
|                  | 5.   | Zagorje       | 37 | 27 | 9  | 10 | 8  | 37 | 30 | +7  |
|                  | 6.   | Aluminij      | 37 | 27 | 10 | 7  | 10 | 29 | 29 | 0   |
|                  | 7.   | Mura 05       | 34 | 27 | 8  | 10 | 9  | 37 | 37 | 0   |
|                  | 8.   | Rudar Velenje | 34 | 27 | 9  | 7  | 11 | 44 | 41 | +3  |
|                  | 9.   | Šenčur        | 33 | 27 | 9  | 6  | 12 | 35 | 41 | −6  |
|                  | 10.  | Dravinja      | 30 | 27 | 9  | 3  | 15 | 26 | 38 | −12 |
| Fonte: rsssf.org |      |               |    |    |    |    |    |    |    |     |

Legenda:
      Promosso in 1. SNL 2007-2008.
  Partecipa agli spareggi.
      Retrocesso in 3. SNL 2007-2008.
      Escluso dal campionato.
Regolamento:
Tre punti a vittoria, uno a pareggio, zero a sconfitta.
In caso di arrivo di due o più squadre a pari punti, la graduatoria viene stilata secondo la classifica avulsa tra le squadre interessate (= scontri diretti).

### Spareggio
Il Bonifika incontrò l'Interblock, penultimo in 1. SNL 2006-2007, con gare di andata e ritorno, per un posto in 1. SNL 2007-2008.
| Squadra 1  | Totale | Squadra 2 | Andata     | Ritorno    |
| ---------- | ------ | --------- | ---------- | ---------- |
|            |        |           | 02.06.2007 | 06.06.2007 |
| Interblock | 4 – 2  | Bonifika  | 3 – 1      | 1 – 1      |